# Flawiusz Rufin
Flawiusz Rufin (łac. Flavius Rufinus, Rufin, ur. ok. 335, zm. 27 listopada 395) – prefekt pretorianów, główny doradca od roku 392 cesarza Teodozjusza I, a potem Arkadiusza. 
Rufin był zaciekłym wrogiem pogan i heretyków, pełnił funkcję pierwszego ministra podczas wyprawy przeciw uzurpatorowi Eugeniuszowi. Znienawidzony przez lud rzymski za chciwość, okrucieństwo i nadużycia. Konfiskował z byle powodu majątki, sprzedawał urzędy, wydawał bardzo surowe wyroki. Usiłował pozyskać dla siebie poparcie kleru walcząc z poganami i heretykami a zarazem budując klasztory i kaplice. Został zamordowany przez powracającego z wyprawy wojennej przeciw wizygotom Gainasa w miejscowości Hebdomon pod Konstantynopolem 27 listopada 395 roku na oczach cesarza Arkadiusza. Następcą Rufina na urzędzie był Eutropiusz.